# Carlos Serrano-Clark
Carlos Serrano-Clark (Barcelona, 6 de marzo de 1990) es un actor español, conocido por interpretar el papel de Pablo Blasco Serra en la telenovela Acacias 38.

## Biografía
Carlos Serrano-Clark nació el 6 de marzo de 1990 en Barcelona (España), desde temprana edad mostró inclinación por la actuación.

## Carrera
Carlos Serrano-Clark en 2010 hizo su primera aparición en la pantalla chica en el cortometraje Prova de Foc dirigido por Martí Flotats. Posteriormente en 2011 actuó en algunos cortometrajes.
En 2013 y 2014 interpretó el papel de Dídac Tàpia en la serie La Riera. En 2014 interpretó el papel de Segador Rebel en la película para televisión Bon cop de falç. La història de l'himne dirigida por Eloi Aymerich.
De 2015 a 2017 fue elegido por la productora Boomerang TV para interpretar el papel de Pablo Blasco Serra en la telenovela emitida en La 1 Acacias 38  y donde actuó junto a actores como Alba Brunet, Sheyla Fariña, Roger Berruezo, Sara Miquel, Iago García, Montserrat Alcoverro, Arantxa Aranguren, Sandra Marchena, Mariano Llorente y Jorge Pobes.
En 2019 interpretó el papel de Tarradas en la película para televisión L'enigma Verdaguer dirigida por Lluís Maria Güell. En el mismo año interpretó el papel de Salvador en la película Mientras la guerra dure dirigida por Alejandro Amenábar. En 2020 interpretó el papel de Marc en la película Ofrenda a la tormenta dirigida por Fernando González Molina.
En 2021 interpretó el papel de Ignacio Montes en la serie La cocinera de Castamar. En el mismo año interpretó el papel de Guille en la película Chavalas dirigida por Carol Rodríguez Colás. En 2021 y 2022 interpretó el papel de Jorge en la serie Cuéntame cómo pasó . En 2022 interpretó el papel de Néstor en la serie Bienvenidos a Edén. En el mismo año protagonizó la telenovela Amar es para siempre, en la que interpretó el papel de Jorge y la película Venus dirigida por Víctor Conde.
En enero de 2024 se incorpora al reparto de La Moderna para interpretar a Jacobo Morcuende.

## Filmografía

### Cine
| Año  | Título                  | Personaje | Director                 |
| ---- | ----------------------- | --------- | ------------------------ |
| 2018 | Trilogía Del Baztán     |           | Fernando González Molina |
| 2019 | Mientras dure la guerra | Salvador  | Alejandro Amenábar       |
| 2020 | Ofrenda a la tormenta   | Marc      | Fernando González Molina |
| 2021 | Chavalas                | Guille    | Carol Rodríguez Colás    |
| 2022 | Venus                   |           | Víctor Conde             |

### Televisión

#### Series
| Año         | Título                  | Personaje                      | Notas         |
| ----------- | ----------------------- | ------------------------------ | ------------- |
| 2013 - 2014 | La Riera                | Dídac Tàpia                    | 27 episodios  |
| 2015 - 2017 | Acacias 38              | Pablo Blasco Serra             | 586 episodios |
| 2021        | La cocinera de Castamar | Ignacio Montes                 | 5 episodios   |
| 2021 - 2023 | Cuéntame cómo pasó      | Jorge                          | 34 episodios  |
| 2022        | Bienvenidos a Edén      | Néstor                         | 1 episodio    |
| 2022 - 2023 | Amar es para siempre    | Jorge Reyes Monfort            | 221 episodios |
| 2024        | La Moderna              | Félix Opeña / Jacobo Morcuende | 117 episodios |

#### TV Movies
| Año  | Título                                  | Personaje     | Dirección         |
| ---- | --------------------------------------- | ------------- | ----------------- |
| 2014 | Bon cop de falç. La història de l'himne | Segador Rebel | Eloi Aymerich     |
| 2019 | L'enigma Verdaguer                      | Tarradas      | Lluís Maria Güell |

### Cortometrajes
| Año  | Título                 | Personaje       | Director              |
| ---- | ---------------------- | --------------- | --------------------- |
| 2010 | Prova de Foc           |                 | Martí Flotats         |
| 2011 | ¿Un Cigarro?           | Fernando Coelho |                       |
| 2011 | Por un Puñado de Euros | Ana Ortiz       |                       |
| 2012 | Amor de madre          | Carla D'Antin   |                       |
| 2012 | Frutos Secos           | Moisés Ramírez  |                       |
| 2012 | Colores                | Jesús Méndez    |                       |
| 2013 | Vacuity                | Toni Morejón    |                       |
| 2017 | Nadie                  | Chico           | Diego Corral-Espinosa |
| 2018 | Liberty Park           | Pepín           | Txema Torres Muñoz    |

## Teatro
| Año           | Título                                          | Director                     | Teatro                               |
| ------------- | ----------------------------------------------- | ---------------------------- | ------------------------------------ |
| 2010          | Desboblaments                                   |                              | Teatro Internacional Day de Sabadell |
| 2011          | L'hora en que res no Sabíem els uns dels Altres | Pep Plà                      | Teatro Principal de Tarrasa          |
| 2011          | Tempus Non Fugit                                | Esther Nadal                 | CTB                                  |
| 2012          | Els Baixos Fons                                 | Thomas Sauerteig             |                                      |
| 2012          | Consuélame Consuelo                             | Miguelángel Flores           |                                      |
| 2012          | El nou Procés                                   | Jorge Picó                   |                                      |
| 2013          | No te Vistas Para Cenar                         | Peixos Peixeres              |                                      |
| 2014 (gira)   | El Primer Secreto de Francisca y Raimundo       |                              |                                      |
| 2015 (teatro) | El Primer Secreto de Francisca y Raimundo       | Teatro Nuevo Apolo de Madrid |                                      |
| 2017-2018     | Venus                                           | Víctor Conde                 | Teatro Pavón Kamikaze                |
| 2021          | Muerte de un Viajante                           | Rubén Szuchmacher            |                                      |